# Avesnes-le-Comte
Avesnes-le-Comte település Franciaországban, Pas-de-Calais megyében. Lakosainak száma 1817 fő (2022. január 1.). Avesnes-le-Comte Noyelle-Vion, Barly, Sombrin, Beaufort-Blavincourt, Fosseux, Grand-Rullecourt és Hauteville községekkel határos.

## Népesség
A település népességének változása:
| Lakosok száma | 1998 | 2000 | 1982 | 1902 | 1853 | 1833 | 1820 | 1795 | 1817 |
|               | 2013 | 2015 | 2016 | 2017 | 2018 | 2019 | 2020 | 2021 | 2022 |